# Gastronomia de la Bisbal d'Empordà
La gastronomia de la Bisbal d'Empordà la conformen els dolços típics de la ciutat baixempordanesa.

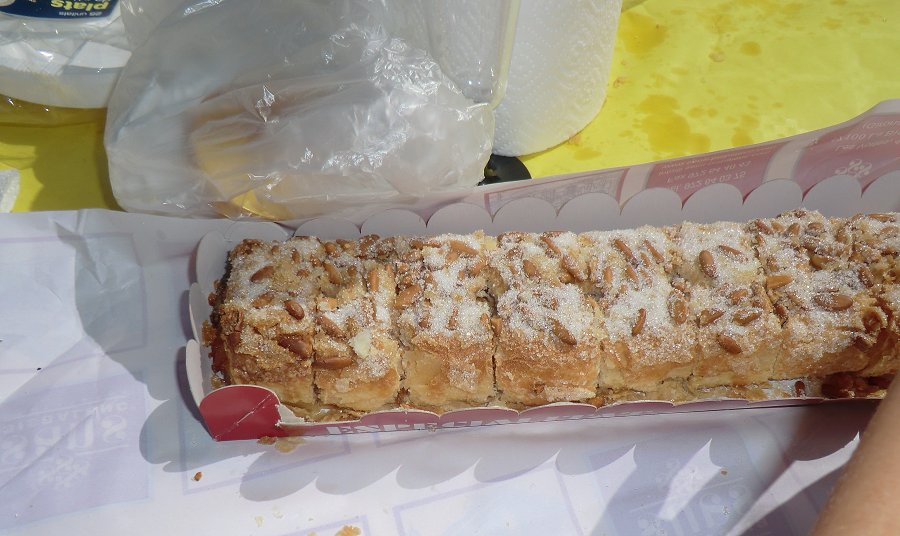
Bisbalenc

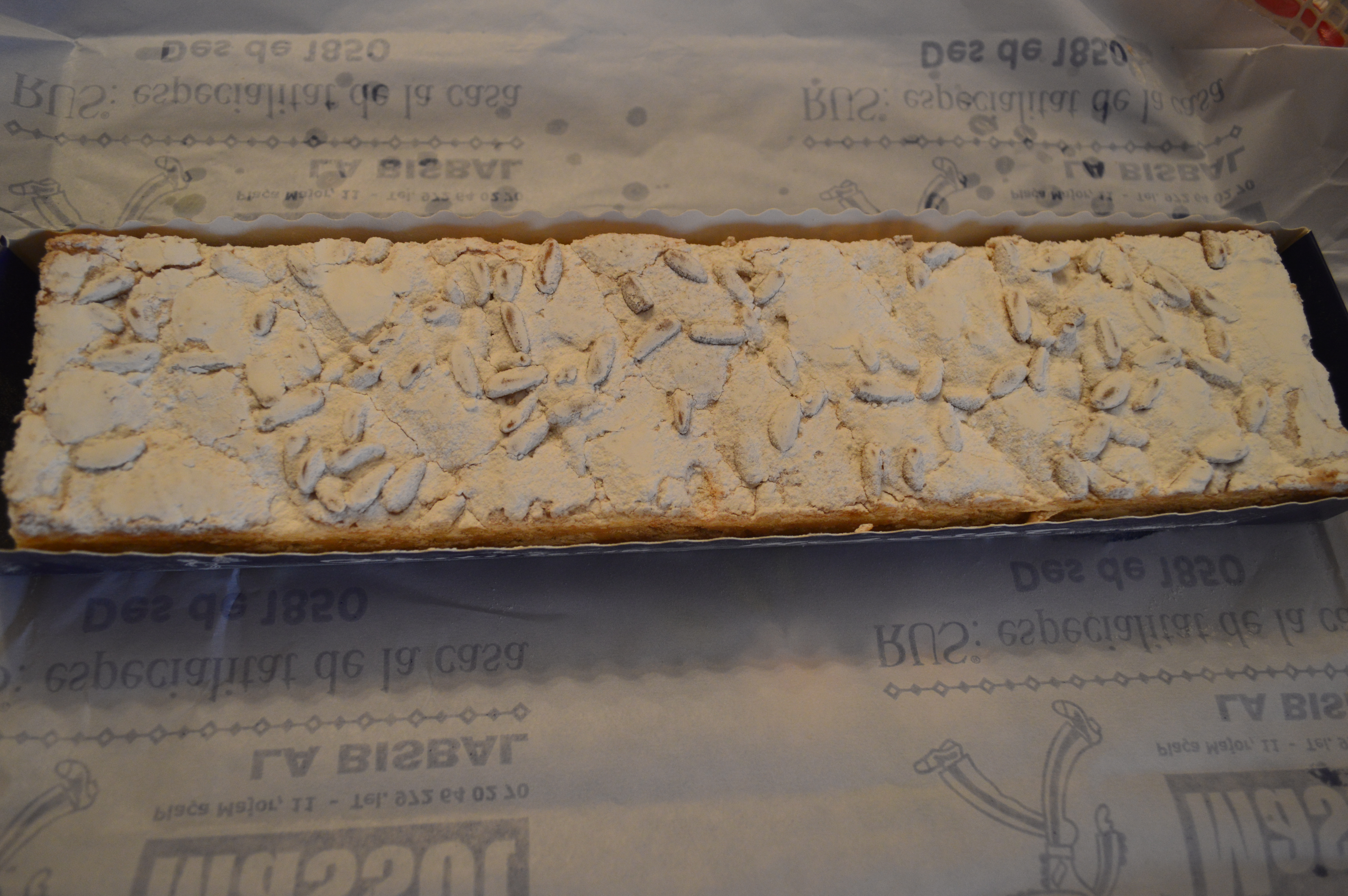
Rus de la Bisbal d'Empordà

## Història
La Bisbal d'Empordà compta amb una llarga tradició en elaboració de dolços. A principis del segle XX, la Plaça Major i les seves proximitats era l'indret on s'ubicaven les botigues dedicades a la pastisseria. Alguns exemples n'eren la pastisseria de Ramon Oliva, que des dels anys 20 passà a ser de la família Font; can Massot, can Carbó i can Domingo Sabater. Molt a prop d'aquestes pastisseries s'hi trobaven ca l'Arpa, que més endavant passà a ser propietat de Modest Sans; can Vila, can Graupera, can Gratacós i ca l'Albertí.
Abans les pastisseries només elaboraren dolços els divendres i els caps de setmana. Els divendres, dia de mercat, venia gent de poblacions properes a fer compres i també compraven dolços pel diumenge. Per les diades festives oferien les especialitats que marcava la tradició (tortell de Ram, torrons, neules i rabasses). Durant tot l'any es venien xuixos, sares, tortells de massapà, braços de gitano o bescuits fullats.

## Productes
- Rus de la pastisseria Can Massot: elaborat amb farina, mantega, clares d’ou, llet, avellanes i pinyons[2]
- Bisbalenc de la pastisseria Can Sans: elaborat de pasta de full, farcit de cabell d'àngel i cobert de pinyons[3]
- Càntir de la pastisseria Can Font
- Mil·lenni de la pastisseria Can Font
- Galetes Graupera de Can Graupera